# خافيير غونزاليس غوميز
خافيير غونزاليس غوميز (بالإسبانية: Javier González Gómez) (22 مارس 1974 بباراكالدو في إسبانيا - ) هو لاعب كرة قدم إسباني في مركز الوسط. لعب مع أتلتيك بيلباو ب وأتلتيك بيلباو وديبورتيفو ألافيس وسلتا فيغو ونادي إيركوليس وSestao Sport Club ‏ ونادي أسدود وبورتغاليتي ‏.

## وصلات خارجية
- خافيير غونزاليس غوميز على موقع قاعدة بيانات كرة القدم.إي يو (الإنجليزية)
- خافيير غونزاليس غوميز على موقع AS.com (الإسبانية)